# Premier League (Koeweit)
De Premier League is de hoogste voetbalcompetitie in het Aziatische Koeweit. De competitie werd opgericht in 1962 en telt tien deelnemers. De meest succesvolle club in de competitie is Qadsia SC, dat achttien landstitels won.

## Overzicht
| Seizoen         | Seizoen         | Kampioen                                                                             | Runner-up                                                                            | Topscorer(s)                                                                         | Club(s)                                                                              |
| --------------- | --------------- | ------------------------------------------------------------------------------------ | ------------------------------------------------------------------------------------ | ------------------------------------------------------------------------------------ | ------------------------------------------------------------------------------------ |
| 1961/62 details | 1961/62 details | Al-Arabi (1)                                                                         | Qadsia SC                                                                            | onbekend                                                                             | onbekend                                                                             |
| 1962/63 details | 1962/63 details | Al-Arabi (2)                                                                         | Qadsia SC                                                                            | onbekend                                                                             | onbekend                                                                             |
| 1963/64 details | 1963/64 details | Al-Arabi (3)                                                                         | Qadsia SC                                                                            | onbekend                                                                             | onbekend                                                                             |
| 1964/65 details | 1964/65 details | Kuwait SC (1)                                                                        | Qadsia SC                                                                            | onbekend                                                                             | onbekend                                                                             |
| 1965/66 details | 1965/66 details | Al-Arabi (4)                                                                         | Qadsia SC                                                                            | onbekend                                                                             | onbekend                                                                             |
| 1966/67 details | 1966/67 details | Al-Arabi (5)                                                                         | Qadsia SC                                                                            | onbekend                                                                             | onbekend                                                                             |
| 1967/68 details | 1967/68 details | Kuwait SC (2)                                                                        | Al-Arabi                                                                             | onbekend                                                                             | onbekend                                                                             |
| 1968/69 details | 1968/69 details | Qadsia SC (1)                                                                        | Al-Arabi                                                                             | onbekend                                                                             | onbekend                                                                             |
| 1969/70 details | 1969/70 details | Al-Arabi (6)                                                                         | Kuwait SC                                                                            | onbekend                                                                             | onbekend                                                                             |
| 1970/71 details | 1970/71 details | Qadsia SC (2)                                                                        | Al-Arabi                                                                             | onbekend                                                                             | onbekend                                                                             |
| 1971/72 details | 1971/72 details | Kuwait SC (3)                                                                        | Qadsia SC                                                                            | onbekend                                                                             | onbekend                                                                             |
| 1972/73 details | 1972/73 details | Qadsia SC (3)                                                                        | Al-Arabi                                                                             | onbekend                                                                             | onbekend                                                                             |
| 1973/74 details | 1973/74 details | Kuwait SC (4)                                                                        | Al-Arabi                                                                             | onbekend                                                                             | onbekend                                                                             |
| 1974/75 details | 1974/75 details | Qadsia SC (4)                                                                        | Kuwait SC                                                                            | onbekend                                                                             | onbekend                                                                             |
| 1975/76 details | 1975/76 details | Qadsia SC (5)                                                                        | Kuwait SC                                                                            | onbekend                                                                             | onbekend                                                                             |
| 1976/77 details | 1976/77 details | Kuwait SC (5)                                                                        | Qadsia SC                                                                            | onbekend                                                                             | onbekend                                                                             |
| 1977/78 details | 1977/78 details | Qadsia SC (6)                                                                        | Kazma SC                                                                             | onbekend                                                                             | onbekend                                                                             |
| 1978/79 details | 1978/79 details | Kuwait SC (6)                                                                        | Al-Arabi                                                                             | onbekend                                                                             | onbekend                                                                             |
| 1979/80 details | 1979/80 details | Al-Arabi (7)                                                                         | Qadsia SC                                                                            | onbekend                                                                             | onbekend                                                                             |
| 1980/81 details | 1980/81 details | Al-Salmiya SC (1)                                                                    | Al-Arabi                                                                             | onbekend                                                                             | onbekend                                                                             |
| 1981/82 details | 1981/82 details | Al-Arabi (8)                                                                         | Qadsia SC                                                                            | onbekend                                                                             | onbekend                                                                             |
| 1982/83 details | 1982/83 details | Al-Arabi (9)                                                                         | Kazma SC                                                                             | onbekend                                                                             | onbekend                                                                             |
| 1983/84 details | 1983/84 details | Al-Arabi (10)                                                                        | Al-Salmiya SC                                                                        | onbekend                                                                             | onbekend                                                                             |
| 1984/85 details | 1984/85 details | Al-Arabi (11)                                                                        | Kuwait SC                                                                            | onbekend                                                                             | onbekend                                                                             |
| 1985/86 details | 1985/86 details | Kazma SC (1)                                                                         | Qadsia SC                                                                            | onbekend                                                                             | onbekend                                                                             |
| 1986/87 details | 1986/87 details | Kazma SC (2)                                                                         | Al-Arabi                                                                             | onbekend                                                                             | onbekend                                                                             |
| 1987/88 details | 1987/88 details | Al-Arabi (12)                                                                        | Kuwait SC                                                                            | onbekend                                                                             | onbekend                                                                             |
| 1988/89 details | 1988/89 details | Al-Arabi (13)                                                                        | Kazma SC                                                                             | onbekend                                                                             | onbekend                                                                             |
| 1989/90 details | 1989/90 details | Al Jahra (1)                                                                         | Al-Arabi                                                                             | onbekend                                                                             | onbekend                                                                             |
| 1990/91         | 1990/91         | Competitieseizoen afgelast naar aanleiding van de Perzische Golfoorlog van 1990-1991 | Competitieseizoen afgelast naar aanleiding van de Perzische Golfoorlog van 1990-1991 | Competitieseizoen afgelast naar aanleiding van de Perzische Golfoorlog van 1990-1991 | Competitieseizoen afgelast naar aanleiding van de Perzische Golfoorlog van 1990-1991 |
| 1991/92 details | 1991/92 details | Qadsia SC (7)                                                                        | Al-Yarmouk                                                                           | onbekend                                                                             | onbekend                                                                             |
| 1992/93 details | 1992/93 details | Al-Arabi (14)                                                                        | Al-Salmiya SC                                                                        | onbekend                                                                             | onbekend                                                                             |
| 1993/94 details | 1993/94 details | Kazma SC (3)                                                                         | Qadsia SC                                                                            | onbekend                                                                             | onbekend                                                                             |
| 1994/95 details | 1994/95 details | Al-Salmiya SC (2)                                                                    | Qadsia SC                                                                            | onbekend                                                                             | onbekend                                                                             |
| 1995/96 details | 1995/96 details | Kazma SC (4)                                                                         | Al-Salmiya SC                                                                        | onbekend                                                                             | onbekend                                                                             |
| 1996/97 details | 1996/97 details | Al-Arabi (15)                                                                        | Kazma SC                                                                             | onbekend                                                                             | onbekend                                                                             |
| 1997/98 details | 1997/98 details | Al-Salmiya SC (3)                                                                    | Kazma SC                                                                             | onbekend                                                                             | onbekend                                                                             |
| 1998/99 details | 1998/99 details | Qadsia SC (8)                                                                        | Al Tadamun SC                                                                        | onbekend                                                                             | onbekend                                                                             |
| 1999/00 details | 1999/00 details | Al-Salmiya SC (4)                                                                    | Qadsia SC                                                                            | onbekend                                                                             | onbekend                                                                             |
| 2000/01 details | 2000/01 details | Kuwait SC (7)                                                                        | Al-Salmiya SC                                                                        | onbekend                                                                             | onbekend                                                                             |
| 2001/02 details | 2001/02 details | Al-Arabi (16)                                                                        | Qadsia SC                                                                            | onbekend                                                                             | onbekend                                                                             |
| 2002/03 details | 2002/03 details | Qadsia SC (9)                                                                        | Al-Arabi                                                                             | onbekend                                                                             | onbekend                                                                             |
| 2003/04 details | 2003/04 details | Qadsia SC (10)                                                                       | Al-Salmiya SC                                                                        | Khalaf Al-Salamah (12)                                                               | Qadsia SC                                                                            |
| 2004/05 details | 2004/05 details | Qadsia SC (11)                                                                       | Kuwait SC                                                                            | Firas Al-Khatib (13)                                                                 | Al-Arabi                                                                             |
| 2005/06 details | 2005/06 details | Kuwait SC (8)                                                                        | Qadsia SC                                                                            | Hamad Al-Harbi (22)                                                                  | Al-Salmiya SC                                                                        |
| 2006/07 details | 2006/07 details | Kuwait SC (9)                                                                        | Kazma SC                                                                             | Bashar Abdullah (10)                                                                 | Al-Salmiya SC                                                                        |
| 2007/08 details | 2007/08 details | Kuwait SC (10)                                                                       | Qadsia SC                                                                            | Ahmad Ajab (14)                                                                      | Qadsia SC                                                                            |
| 2008/09 details | 2008/09 details | Qadsia SC (12)                                                                       | Kazma SC                                                                             | Rodrigo Vergilio (13)                                                                | Al Nasar                                                                             |
| 2009/10 details | 2009/10 details | Qadsia SC (13)                                                                       | Kuwait SC                                                                            | Ismail Al-Ajmi (13)                                                                  | Kuwait SC                                                                            |
| 2010/11 details | 2010/11 details | Qadsia SC (14)                                                                       | Kuwait SC                                                                            | Firas Al-Khatib (14)                                                                 | Qadsia SC                                                                            |
| 2011/12 details | 2011/12 details | Qadsia SC (15)                                                                       | Kuwait SC                                                                            | Vinicius (9) Mohamed Al-Zeno (9)                                                     | Al Jahra Al-Salmiya SC                                                               |
| 2012/13 details | 2012/13 details | Kuwait SC (11)                                                                       | Qadsia SC                                                                            | Issam Jemâa (11) Rogerinho (11)                                                      | Kuwait SC                                                                            |
| 2013/14 details | 2013/14 details | Qadsia SC (16)                                                                       | Kuwait SC                                                                            | Omar Al-Soma (23)                                                                    | Qadsia SC                                                                            |
| 2014/15 details | 2014/15 details | Kuwait SC (12)                                                                       | Al-Arabi                                                                             | Patrick Fabiano (19)                                                                 | Kazma SC                                                                             |
| 2015/16 details | 2015/16 details | Qadsia SC                                                                            |                                                                                      |                                                                                      |                                                                                      |
| 2016/17 details | 2016/17 details | Qadsia SC                                                                            |                                                                                      |                                                                                      |                                                                                      |
| 2017/18 details | 2017/18 details | Kuwait SC                                                                            |                                                                                      |                                                                                      |                                                                                      |
| 2018/19 details | 2018/19 details | Kuwait SC                                                                            |                                                                                      |                                                                                      |                                                                                      |